# Way Kanan
Way Kanan ist ein indonesischer Regierungsbezirk (Kabupaten) in der indonesischen Provinz Lampung auf der Insel Sumatra. Ende 2023 leben hier fast eine halbe Million Menschen. Das Verwaltungszentrum des Kabupaten Way Kanan ist der Ort Blambangan Umpu, zentral im Bezirk und ca. 140 km nordwestlich der Provinzhauptstadt Bandar Lampung gelegen.

## Geographie
Hinsichtlich seiner Territorialfläche belegt der Kabupaten Platz 3 von 15 Verwaltungseinheiten der 2. Ebene (Kabupaten/Kota) in der Provinz (10,49 %) bzw. Platz 54 von 120 Kabupaten auf der Insel Sumatra.

### Lage
Way Kanan liegt im Norden der Provinz Lampung und grenzt im Westen und Nordwesten an die Kabupaten Ogan Komering Ulu Timur und Ogan Komering Ilir der Provinz Sumatra Selatan, im Süden an Lampung Barat, im Südosten an Lampung Utara sowie im Osten an den Kabupaten Tulang Bawang Barat.
Der Binnenbezirk erstreckt sich zwischen 4° 11′ 22″ und 4° 56′ 40″ s. Br. sowie zwischen 104° 17′ 14″ und 105° 04′ 12″ ö. L.

## Verwaltungsgliederung
Administrativ gliedert sich der Kabupaten Tanggamus seit dem Jahr 2020 in 15 Distrikte (Kecamatan) mit 227 Dörfern. Im Volkszählungsjahr 2020 waren davon 6 Kelurahan (Dörfer städtischen Typs).
| Code 1   | Kecamatan Distrikt | Ibu Kota Verwaltungssitz | Fläche (km²)              | Einw. Zensus 2010 2       | Volkszählung 2020 | Volkszählung 2020 | Volkszählung 2020 | Anzahl der Dörfer |
| Code 1   | Kecamatan Distrikt | Ibu Kota Verwaltungssitz | Fläche (km²)              | Einw. Zensus 2010 2       | Einw. 3           | 0Dichte 40        | Sex Ratio 5       | Anzahl der Dörfer |
| -------- | ------------------ | ------------------------ | ------------------------- | ------------------------- | ----------------- | ----------------- | ----------------- | ----------------- |
| 18.08.01 | Blambangan Umpu00  | Blambangan Umpu00        | 532,99                    | 54.698                    | 36.659            | 102,7             | 106,20            | 13 6              |
| 18.08.02 | Kasui              | Jaya Tinggi              | 150,27                    | 29.775                    | 32.289            | 214,9             | 106,10            | 19 7              |
| 18.08.03 | Banjit             | Pasar Banjit             | 331,60                    | 42.270                    | 45.945            | 138,6             | 106,74            | 20 8              |
| 18.08.04 | Baradatu           | Tiuh Balak Pasar         | 152,03                    | 37.757                    | 43.787            | 288,0             | 103,37            | 25 0              |
| 18.08.05 | Bahuga             | Mesir Ilir               | 138,22                    | 9.631                     | 11.422            | 82,6              | 104,73            | 11                |
| 18.08.06 | Pakuan Ratu        | Pakuan Ratu              | 580,34                    | 37.188                    | 44.709            | 77,0              | 105,99            | 19                |
| 18.08.07 | Negeri Agung       | Negeri Agung             | 562,98                    | 32.572                    | 38.253            | 68,0              | 105,19            | 19                |
| 18.08.08 | Way Tuba           | Way Tuba                 | 206,25                    | 20.400                    | 25.274            | 122,5             | 105,38            | 13                |
| 18.08.09 | Rebang Tangkas     | Gunung Sari              | 207,18                    | 19.719                    | 24.410            | 117,8             | 106,95            | 10                |
| 18.08.10 | Gunung Labuhan     | Gunung Labuhan           | 115,22                    | 26.906                    | 31.044            | 269,4             | 102,47            | 21                |
| 18.08.11 | Negara Batin       | Negara Batin             | 348,40                    | 33.616                    | 36.588            | 105,0             | 105,83            | 15                |
| 18.08.12 | Negeri Besar       | Negeri Besar             | 362,37                    | 18.138                    | 21.739            | 60,0              | 104,76            | 13                |
| 18.08.13 | Buay Bahuga        | Bumi Harjo               | 102,04                    | 19.008                    | 21.016            | 206,0             | 104,02            | 9                 |
| 18.08.14 | Bumi Agung         | Bumi Agung               | 131,75                    | 24.445                    | 27.881            | 211,6             | 106,02            | 10                |
| 18.08.15 | Umpu Semenguk      | Negeri Baru              | Daten bei Blambang Umpu00 | Daten bei Blambang Umpu00 | 32.559            | 97,3              | 104,59            | 13                |
| 18.08    | Kab. Way Kanan     | Kab. Way Kanan           | 3.921,63                  | 406.123                   | 473.575           | 120,8             | 105,28            | 232               |

## Demografie
Hinsichtlich der Bevölkerung wird (mit 5,41 % der Provinz) Platz 7 der 15 Verwaltungseinheiten der 2. Ebene (Kabupaten/Kota) erreicht. Bezogen auf alle 120 Kabupaten auf der Insel Sumatra bedeutet dies Rang 26. Mit der Bevölkerungsdichte von 139,1 Einw. je km² rangiert Way Kanan auf den drittletzten Rang (13) der Liste.
Der Frauenanteil hat sich zwischen den beiden Volkszählungen 2010 und 2020 sowie zum Jahresende 2023 nur geringfügig erhöht und auf Werte um die 48 Prozent eingepegelt, Tendenz steigend.
| Religion im Jahr 2020 | Religion im Jahr 2020 | Religion im Jahr 2020 | Religion im Jahr 2020 |
| Religion              | Anzahl                | Anteil (%)            | Gebäude               |
| --------------------- | --------------------- | --------------------- | --------------------- |
| Islam                 | 429.769               | 96,01                 | 865 1                 |
| Christen insg.        | 00.9.660 2            | 01,93                 | 093                   |
| Davon:                |                       |                       |                       |
| Protestanten          | 00.4.347              | 00,97                 | 0089                  |
| Katholiken            | 00.5.313              | 01,19                 | 004                   |
|                       |                       |                       |                       |
| Hindus                | 00.7.947              | 01,78                 | 057                   |
| Buddhisten            | 000.233               | 00,05                 | 000–                  |

| Jahr  | Gesamt- bevölkerung | Männer   | %      | Frauen   | %      |
| ----- | ------------------- | -------- | ------ | -------- | ------ |
| 02010 | 00406.123           | 0210.042 | 051,72 | 0196.081 | 048,28 |
| 02020 | 00473.575           | 0242.874 | 051,29 | 0230.701 | 048,71 |
| 02023 | 00489.773           | 0250.648 | 051,18 | 0239.125 | 048,82 |

### Soziale Daten 2020
| Merkmal                                                            | Tanggamus | 0Prov. Lampung0 |
| ------------------------------------------------------------------ | --------- | --------------- |
| Bevölkerung unterhalb der Armutsgrenze (Tsd.)0                     | 58,41     | 1.049,32        |
| Anteil der „armen Bevölkerung“ (indonesisch Penduduk miskin) (%)00 | 12,33     | 12,34           |
| Arbeitslosenrate (%)                                               | 03,56     | 05,67           |
| Lebenserwartung bei der Geburt (Jahre)                             | 69,40     | 73,66           |
| HDI-Index                                                          | 67,44     | 71,04           |
| Analphabetenrate (in %, 15+ J.)                                    | 03,10     | 02,76           |
| Anteil der Altersgruppen                                           | 0Real0    | 0Prozentual0    |
| Kinder (<15 J.)                                                    | 0130.3290 | 27,52           |
| arbeitsfähige Bevölkerung (15–64 J.)                               | 0316.9230 | 66,92           |
| Rentner und Pensionäre (>65 J.)                                    | 0026.3230 | 05,56           |

## Geschichte
Der Kabupaten Way Kanan entstand 1999 durch Ausgliederung von sechs Kecamatan (Blambangan Umpu, Pakuon Ratu, Bahuga, Banjit, Kasui und Baradatu) aus dem „Mutterbezirk“ Lampung Utara. Durch Umgruppierung und Reorganisation von Dörfern kamen bis heute weitere neun Distrikte hinzu, zuletzt die Kecamatan Bumi Agung und Buay Bahuga durch Abtrennung aus dem Kec. Bahuga (Regionalanordnung PERDA 2/2005) und die Abtrennung von 13 Dörfern vom Kec. Blambangan Umpu zur Bildung von Umpu Semenguk (PERDA 1/2020).

### Aktuelle Daten der Bevölkerungsfortschreibung
Nachfolgende Tabelle gibt den Einwohnerstand nach Geschlecht vom Jahresende 2022 und 2023 wieder. Er resultiert aus den Ergebnissen der Fortschreibung durch die örtlichen Zivilregistrierungsbüros (Disdukcapil, indonesisch Dinas Kependudukan dan Pencatatan Sipil) und kann in einer interaktiven Karte abgerufen werden
| Kecamatan       | 31.12.2022 | 31.12.2022 | 31.12.2022 | Fläche km² | 31.12.2023 | 31.12.2023 | 31.12.2023 | 31.12.2023         | 31.12.2023          |
| Kecamatan       | 0Insg.     | männl.     | weibl.     | Fläche km² | 0Insg.     | männl.     | weibl.     | Dichte [Einw./km²] | Sex Ratio [M*100/F] |
| --------------- | ---------- | ---------- | ---------- | ---------- | ---------- | ---------- | ---------- | ------------------ | ------------------- |
| Blambangan Umpu | 37.347     | 19.177     | 18.170     | 719,36     | 38.076     | 19.549     | 18.527     | 52,9               | 105,52              |
| Kasui           | 33.338     | 17.099     | 16.239     | 185,74     | 33.594     | 17.262     | 16.332     | 180,9              | 105,69              |
| Banjit          | 47.433     | 24.371     | 23.062     | 294,66     | 47.919     | 24.596     | 23.323     | 162,6              | 105,46              |
| Baradatu        | 44.872     | 22.817     | 22.055     | 126,02     | 45.406     | 23.068     | 22.338     | 360,3              | 103,27              |
| Bahuga          | 12.169     | 6.182      | 5.987      | 106,75     | 12.311     | 6.259      | 6.052      | 115,3              | 103,42              |
| Pakuan Ratu     | 45.437     | 23.294     | 22.143     | 625,17     | 46.012     | 23.645     | 22.367     | 73,6               | 105,71              |
| Negeri Agung    | 38.070     | 19.522     | 18.548     | 232,33     | 38.283     | 19.665     | 18.618     | 164,8              | 105,62              |
| Way Tuba        | 26.482     | 13.540     | 12.942     | 192,38     | 26.892     | 13.733     | 13.159     | 139,8              | 104,36              |
| Rebang Tangkas  | 23.892     | 12.330     | 11.562     | 177,15     | 24.100     | 12.409     | 11.691     | 136,0              | 106,14              |
| Gunung Labuhan  | 31.332     | 15.891     | 15.441     | 137,01     | 31.686     | 16.063     | 15.623     | 231,3              | 102,82              |
| Negara Batin    | 37.820     | 19.335     | 18.485     | 408,27     | 38.620     | 19.743     | 18.877     | 94,6               | 104,59              |
| Negeri Besar    | 21.243     | 10.920     | 10.323     | 221,28     | 21.577     | 11.061     | 10.516     | 97,5               | 105,18              |
| Buay Bahuga     | 21.857     | 11.157     | 10.700     | 64,06      | 22.029     | 11.206     | 10.823     | 343,9              | 103,54              |
| Bumi Agung      | 29.152     | 14.937     | 14.215     | 180,20     | 29.357     | 15.008     | 14.349     | 162,9              | 104,59              |
| Umpu Semenguk   | 33.440     | 17.135     | 16.305     |            | 33.911     | 17.381     | 16.530     |                    | 105,15              |
| Kab. Way Kanan  | 483.884    | 247.707    | 236.177    | 3.670,38 1 | 489.773    | 250.648    | 239.125    | 133,4              | 104,82              |

## Verzeichnis der Kelurahan
Die nachfolgende Liste gibt den Einwohnerstand zum Jahresende 2022 (Semester II/2022) und genau ein Jahr später für alle Kelurahan im Bezirk Way Kanan wieder. Für die sechs Kecamatan stieg die Einwohnerzahl innerhalb eines Jahres um 30 Einwohner.
Neben der Fläche und den Einwohnerzahlen sind auch deren Zugehörigkeiten zu den fünf Kecamatan aufgeführt, ebenso die errechneten Ergebnisse der Bevölkerungsdichte (in Einw. je km²) sowie des Geschlechterverhältnisses (Sex Ratio). Als erste Spalte ist der Strukturcode des indonesischen Innenministeriums angegeben. Er gibt gleichfalls Aufschluss über die Zugehörigkeit der Dörfer zu den übergeordneten Verwaltungsebenen: Die ersten drei Zahlenpärchen werden durch Punkte getrennt und geben die Provinz, den Regierungsbezirk (Kabupaten) und den Distrikt (Kecamatan) an. Als letztes folgt nach einem weiteren Trennungspunkt der vierstellige „Dorfcode“ – wobei städtisch geprägte Kelurahan immer mit 1 und „normale“ (ländliche) Desa mit einer 2 beginnen. Die Statistikseiten von BPS (Badan Pusat Statistik) verwenden eine andere Nomenklatur, auf die hier nicht näher eingegangen werden soll, da sie nur bei den Volkszählungen Anwendung findet.
Wie bei vorstehender Tabelle entstammen alle Daten der Fortschreibung durch die örtlichen Zivilregistrierungsbüros (Disdukcapil).
| Struktur- code | Kecamatan         | Kelurahan         | Bevölkerung am Jahresende 2022 | Bevölkerung am Jahresende 2022 | Bevölkerung am Jahresende 2022 | Bevölkerung am Jahresende 2022 | Bevölkerung am Jahresende 2023 | Bevölkerung am Jahresende 2023 | Bevölkerung am Jahresende 2023 | Bevölkerung am Jahresende 2023 | Bevölkerung am Jahresende 2023 |
| Struktur- code | Kecamatan         | Kelurahan         | Fläche (km²)                   | Gesamt                         | männlich                       | weiblich                       | Gesamt                         | männlich                       | weiblich                       | Dichte                         | Sex Ratio                      |
| -------------- | ----------------- | ----------------- | ------------------------------ | ------------------------------ | ------------------------------ | ------------------------------ | ------------------------------ | ------------------------------ | ------------------------------ | ------------------------------ | ------------------------------ |
| 18.08.01.1005  | Blambangan Umpu00 | Blambangan Umpu00 | 43,35                          | 5.992                          | 3.027                          | 2.965                          | 5.969                          | 3.011                          | 2.958                          | 137,7                          | 101,79                         |
| 18.08.02.1004  | Kasui             | Kasui Pasar       | 14,24                          | 4.884                          | 2.485                          | 2.399                          | 4.874                          | 2.479                          | 2.395                          | 342,3                          | 103,51                         |
| 18.08.03.1006  | Banjit            | Pasar Banjit      | 4,66                           | 4.276                          | 2.118                          | 2.158                          | 4.311                          | 2.136                          | 2.175                          | 925,1                          | 98,21                          |
| 18.08.04.1009  | Baradatu          | Taman Asri        | 0,78                           | 2.598                          | 1.317                          | 1.281                          | 2.616                          | 1.325                          | 1.291                          | 3.353,8                        | 102,63                         |
| 18.08.04.1015  | Baradatu          | Tiuh Balak Pasar  | 2,77                           | 3.214                          | 1.622                          | 1592                           | 3.196                          | 1.610                          | 1.586                          | 1.153,8                        | 101,51                         |
| 18.08.04.1016  | Baradatu          | Campur Asri       | 0                              | 2.460                          | 1.241                          | 1219                           | 2.488                          | 1.254                          | 1.234                          |                                | 101,62                         |